# Matěj Šín
Matěj Šín (Ostrava, 2 giugno 2004) è un calciatore ceco, centrocampista del Baník Ostrava.

## Carriera

### Club
Šín è cresciuto nel settore giovanile del Baník Ostrava, che lo ha acquistato nel 2014 dal Vítkovice. Ha debuttato il 12 febbraio 2022 nell'incontro di 1. liga perso 4-2 contro il Teplice, ma nel mese di giugno gli è stato diagnosticato un tumore del testicolo che lo ha costretto ad un momentaneo stop dall'attività calcistica. Rientrato in campo ad inizio 2023, il 18 febbraio ha segnato il suo primo gol nella trasferta persa 2-1 contro lo Zbrojovka Brno.

### Nazionale
Ha giocato con le nazionali giovanili ceche Under-16, Under-18, Under-19 ed Under-20.
L'8 novembre 2024 ha ricevuto la prima convocazione in nazionale maggiore, con cui ha esordito il 22 marzo 2025 nel successo per 2-1 contro le Fær Øer.

## Statistiche

### Presenze e reti nei club
Statistiche aggiornate al 9 novembre 2024.
| Stagione        | Squadra         | Campionato      | Campionato | Campionato | Coppe nazionali | Coppe nazionali | Coppe nazionali | Coppe continentali | Coppe continentali | Coppe continentali | Altre coppe | Altre coppe | Altre coppe | Totale | Totale | Totale |
| Stagione        | Squadra         | Comp            | Pres       | Reti       | Comp            | Pres            | Reti            | Comp               | Pres               | Reti               | Comp        | Pres        | Reti        | Pres   | Reti   |        |
| --------------- | --------------- | --------------- | ---------- | ---------- | --------------- | --------------- | --------------- | ------------------ | ------------------ | ------------------ | ----------- | ----------- | ----------- | ------ | ------ | ------ |
| 2021-2022       | Baník Ostrava B | MSFL            | 8          | 2          | -               | -               | -               | -                  | -                  | -                  | -           | -           | -           | 8      | 2      |        |
| 2021-2022       | Baník Ostrava   | 1L              | 5          | 0          | CRC             | 0               | 0               | -                  | -                  | -                  | -           | -           | -           | 5      | 0      |        |
| 2022-2023       | Baník Ostrava   | 1L              | 11         | 1          | CRC             | 0               | 0               | -                  | -                  | -                  | -           | -           | -           | 11     | 1      |        |
| 2023-2024       | Baník Ostrava   | 1L              | 34         | 2          | CRC             | 2               | 0               | -                  | -                  | -                  | -           | -           | -           | 36     | 2      |        |
| 2024-2025       | Baník Ostrava   | 1L              | 12         | 4          | CRC             | 1               | 0               | UCL                | 4                  | 0                  | -           | -           | -           | 17     | 4      |        |
| Totale carriera | Totale carriera | Totale carriera | 70         | 9          |                 | 3               | 0               |                    | 4                  | 0                  |             | -           | -           | 77     | 9      |        |

### Cronologia presenze e reti in nazionale
| Cronologia completa delle presenze e delle reti in nazionale ― Rep. Ceca | Cronologia completa delle presenze e delle reti in nazionale ― Rep. Ceca | Cronologia completa delle presenze e delle reti in nazionale ― Rep. Ceca | Cronologia completa delle presenze e delle reti in nazionale ― Rep. Ceca | Cronologia completa delle presenze e delle reti in nazionale ― Rep. Ceca | Cronologia completa delle presenze e delle reti in nazionale ― Rep. Ceca | Cronologia completa delle presenze e delle reti in nazionale ― Rep. Ceca | Cronologia completa delle presenze e delle reti in nazionale ― Rep. Ceca |
| Data                                                                     | Città                                                                    | In casa                                                                  | Risultato                                                                | Ospiti                                                                   | Competizione                                                             | Reti                                                                     | Note                                                                     |
| ------------------------------------------------------------------------ | ------------------------------------------------------------------------ | ------------------------------------------------------------------------ | ------------------------------------------------------------------------ | ------------------------------------------------------------------------ | ------------------------------------------------------------------------ | ------------------------------------------------------------------------ | ------------------------------------------------------------------------ |
| 22-3-2025                                                                | Hradec Králové                                                           | Rep. Ceca                                                                | 2 – 1                                                                    | Fær Øer                                                                  | Qual. Mondiali 2026                                                      | -                                                                        | 79’                                                                      |
| Totale                                                                   |                                                                          | Presenze                                                                 | 1                                                                        |                                                                          | Reti                                                                     | 0                                                                        |                                                                          |